# Naissance
《naissance》是戶松遥的第1張單曲。於2008年9月3日由Music Ray'n Inc.發行。

## 收錄曲
1. naissance [4:41]
作詞：野口圭、作曲：田中隼人、編曲：馬場一嘉
  - 電視劇『夢回綠園 〜青春男子寮日誌〜』片尾曲
2. パズル [3:57]
作詞：有栖川元子、作曲・編曲：馬場一嘉
3. REWIND [4:04]
作詞・作曲：川上直子、編曲：奥村益生
4. naissance（off vocal version）

## 相關項目
- 夢回綠園 〜青春男子寮日誌〜

## 資料來源
1. ↑  .   [2010-01-27]. （原始内容存档于2010-11-13）.
2. ↑  .   [2010-01-27]. （原始内容存档于2010-03-10）.

## 外部連結
- （日語）戶松遥 Special website